# Langustenhäuser von Cala Rajada

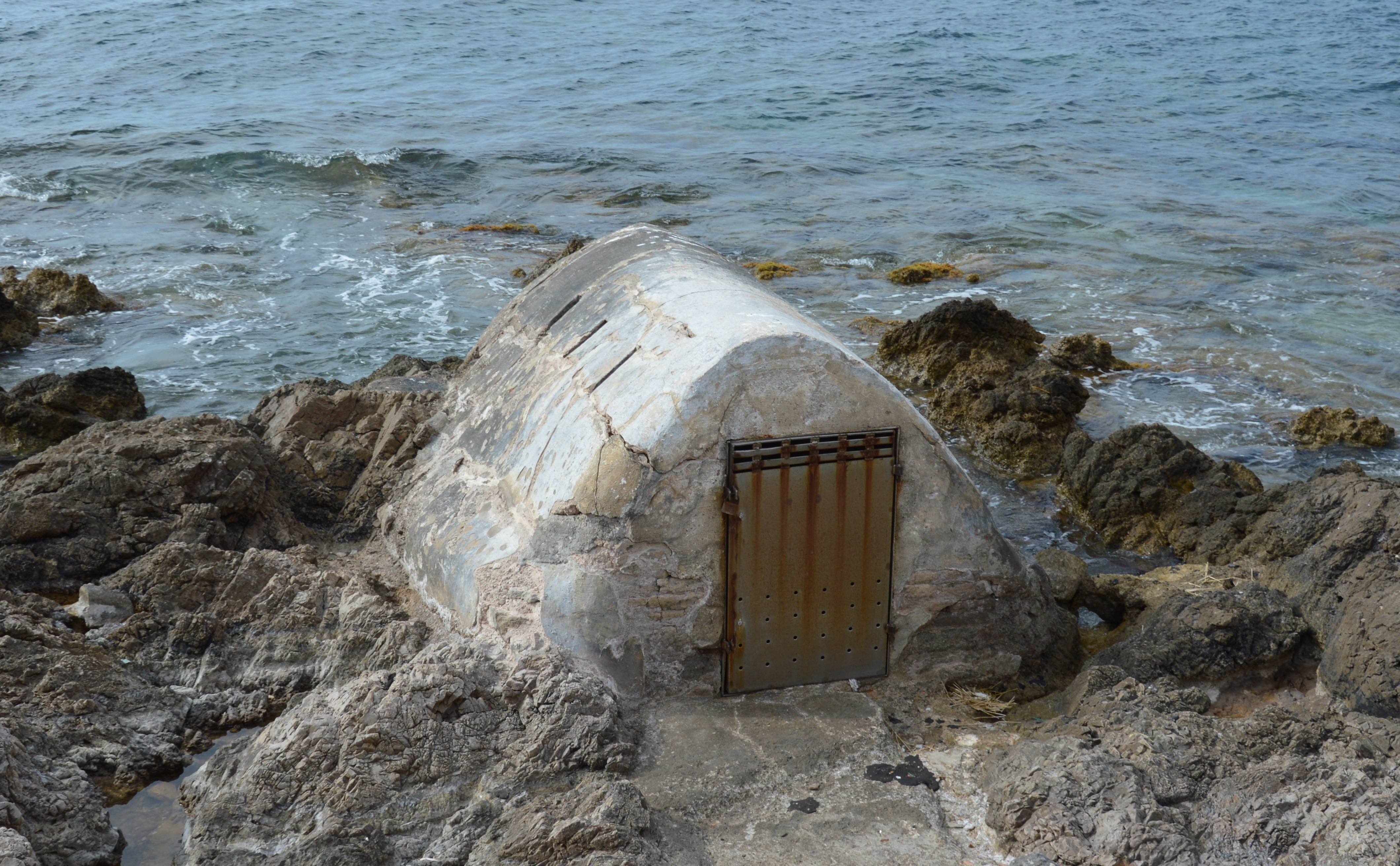
Langustenhaus in Cala Rajada

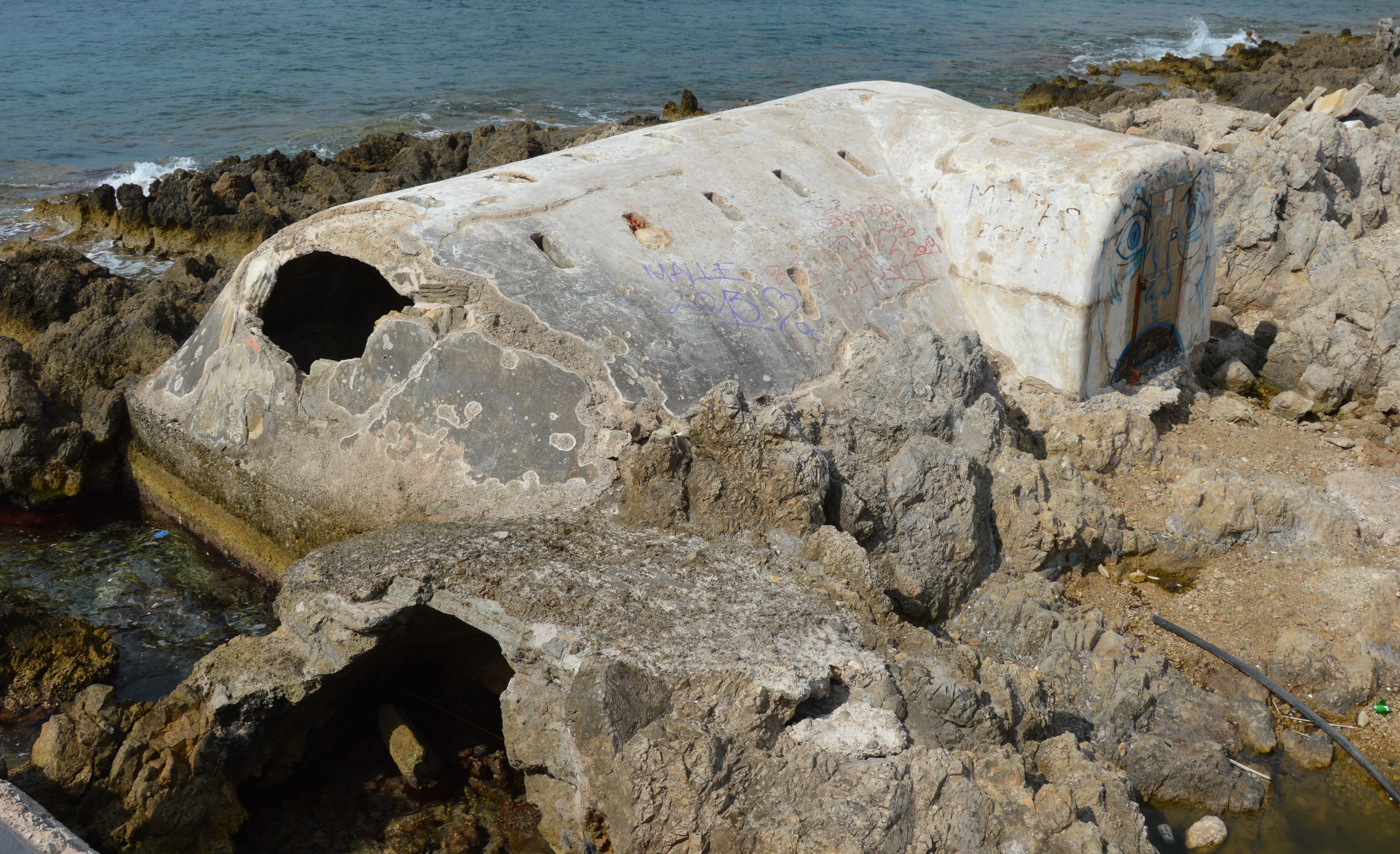
Östliches Langustenhaus

Die Langustenhäuser von Cala Rajada sind historische Gebäude der Fischereiwirtschaft in Cala Rajada auf der spanischen Mittelmeerinsel Mallorca.
Sie befinden sich am Meeresufer unterhalb der Uferpromenade etwas östlich des Hafens von Cala Rajada.
Die weißen, kompakten Langustenhäuser dienten der Aufbewahrung gefangener Langusten, bis die Tiere verkauft wurden. Zu diesem Zweck befinden sich die Bauten unmittelbar am Meeresufer und sind so errichtet, dass ihr Inneres zum Teil von Meerwasser überflutet wird, die dort lebend aufbewahrten Langusten jedoch nicht wieder ins freie Meer gelangen können. Darüber hinaus sind sie so konstruiert, dass sie trotz des exponierten Standorts auch stürmischer See standhalten können.
Zwei der Langustenhäuser sind erhalten, wobei das größere, östlich stehende, Schäden am Ostende seiner Bedeckung aufweist (Stand 2016). In der näheren Umgebung sind Trümmer und bauliche Reste weiterer ähnlicher Bauten zu erkennen.
Obwohl in regionalen Publikationen die Häuser als denkmalgeschützt bezeichnet werden, sind sie im örtlichen Denkmalverzeichnis nicht aufgeführt.